# Eucalyptus tasmaniensis
Espèce
Classification phylogénétique
Eucalyptus tasmaniensis est une espèce de plantes à fleurs du genre Eucalyptus et de la famille des Myrtaceae. Auparavant considéré comme une sous-espèce (Eucalyptus delegatensis subsp. tasmaniensis) il est maintenant considéré comme une espèce distincte. C'est un arbre endémique de Tasmanie.

## Description
Eucalyptus tasmaniensis est un arbre, généralement à tronc unique, atteignant 90 m de haut. Eucalyptus delegatensis diffère d'E. tasmaniensis par ses feuilles juvéniles, qui sont plus grandes (environ 70 à 200 mm de long), passant plus tard au feuillage adulte, ses feuilles adultes généralement légèrement plus grandes et son écorce rugueuse moins étendue sur le tronc (limitée uniquement à la partie inférieure du tronc). Eucalyptus delegatensis est tué par le feu mais E. tasmaniensis rejette du tronc et des branches après un incendie.
L'écorce est rugueuse sur sur la plupart ou la totalité du tronc et des grosses branches, généralement non sillonné, filandreux ou fibreux, gris à noir, parfois avec des cicatrices noires horizontales
Eucalyptus tasmaniensis est hétérophylle. Les feuilles juvéniles opposées et sessiles sur quelques paires, devenant alternes, pétiolées, ovales à orbiculaires, de 3–7 cm de long, 2–6 cm de large, pendantes, bleu-vert. Feuilles adultes pétiolées (1–4 cm de long), alternes, limbe lancéolé à falciforme, de 7–17 cm de long et 1,5–4,5 cm de large, ou ondulé, base oblique à effilée vers le pétiole, concolore, brillant, vert, nervures latérales aiguës, peu à modérément réticulées, veine intramarginale parallèle et éloignée de la marge, glandes sébacées pour la plupart insulaires.
Inflorescences axillaires avec des ombelles de 7 a 15 fleurs, dressées, pédoncules de 9 à 20 mm de long, pédicelles de 3 à 5mm de long. Les fleurs sont blanches.
Fruit pédicellé, cupulaires à hémisphériques de 6 à 13 mm de long x 6 à 10 mm de large, disque légèrement surélevé, valves 3 ou 4(5), fermées ou proches du bord,.

## Galerie

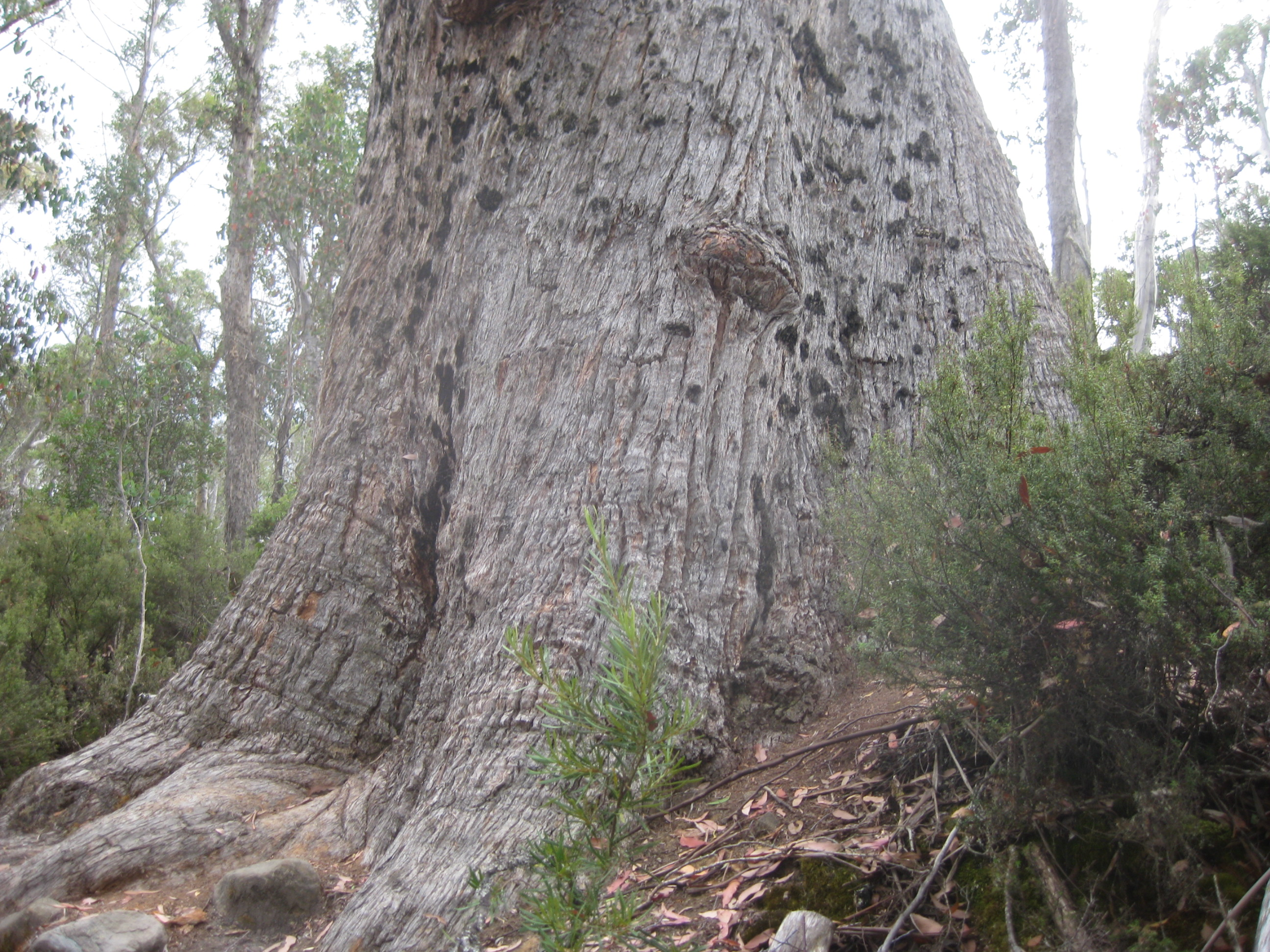
Écorce d Eucalyptus tasmaniensis au Mount Rufus, Tasmanie
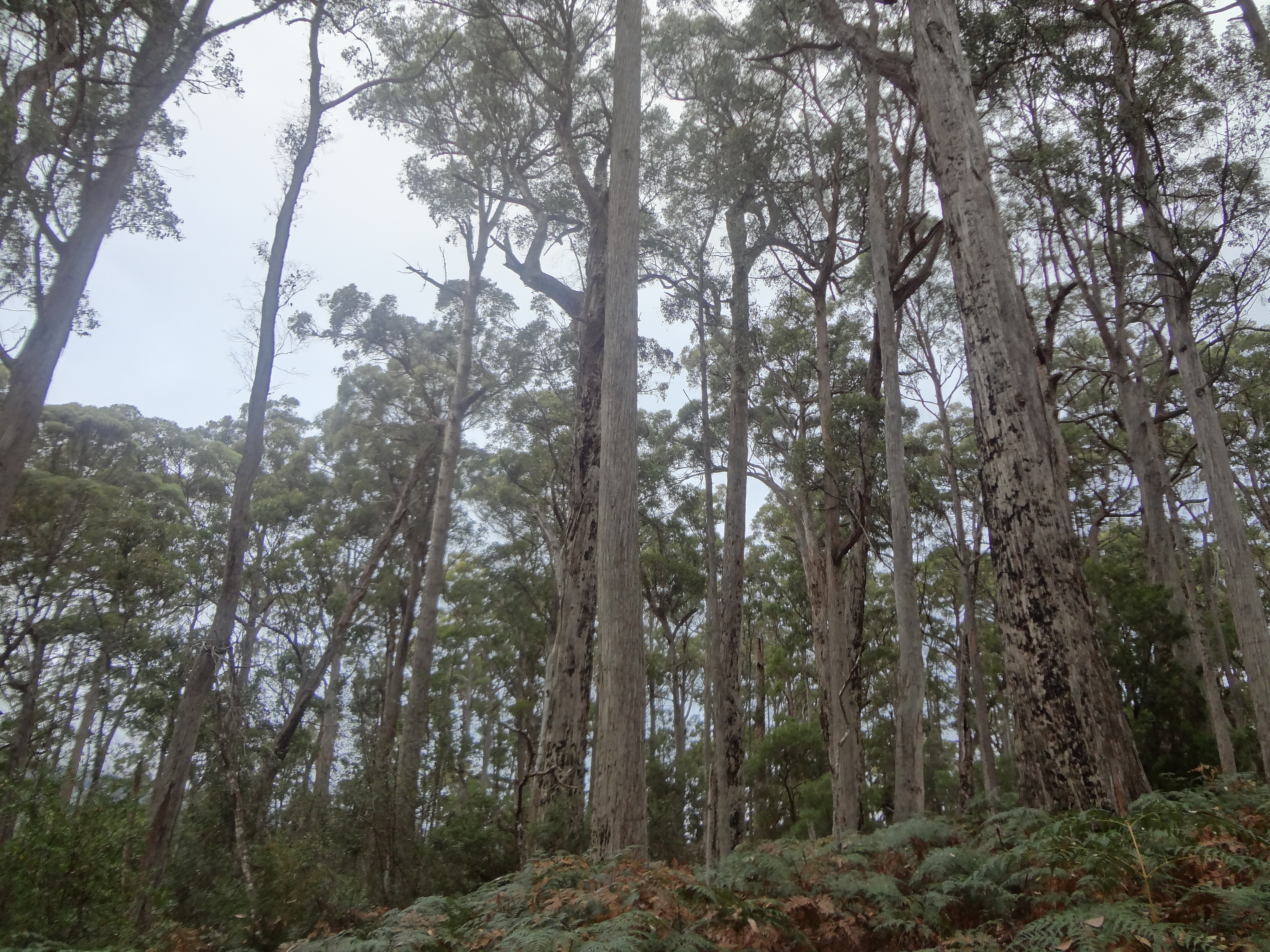
Forêt d' Eucalyptus tasmaniensis en Tasmanie

## Utilisation
Eucalyptus tasmaniensis est un arbre à bois dur connu sous le nom de chêne de Tasmanie avec Eucalyptus regnans et Eucalyptus obliqua.